# Control de tren d'unitats múltiples
El control de tren d'unitats múltiples, de vegades abreujat com a unitat múltiple o comandament múltiple, és un mètode per controlar simultàniament tots els equips de tracció en un tren des d'un sol lloc, ja sigui diversos cotxes automotors o un conjunt de locomotores.

## Orígens

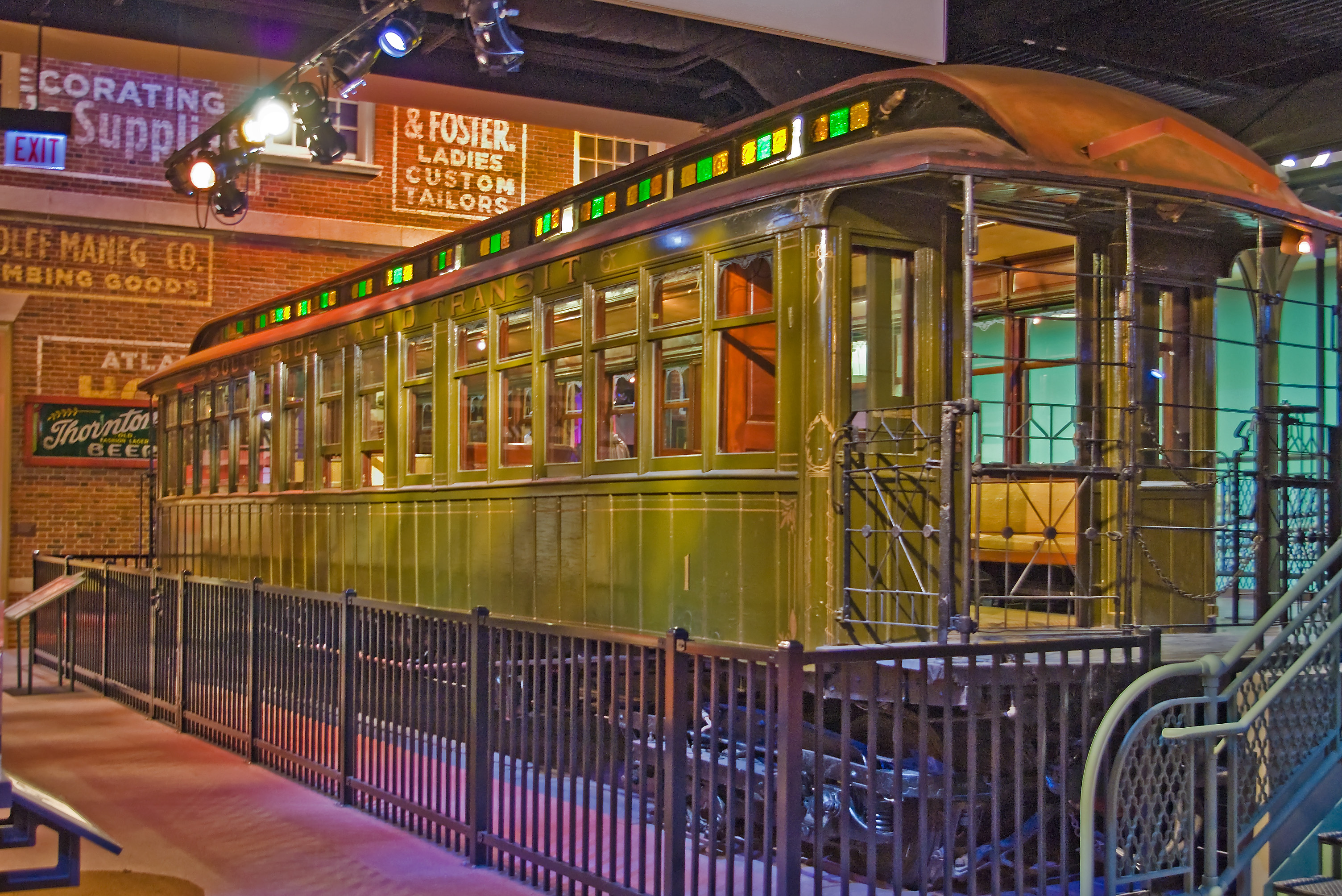
Cotxe N° 1 del South Side Elevated Railroad car #1, un dels cotxes que Frank Sprague va convertir per operar amb comandament múltiple a Chicago.

El sistema de control d'unitats múltiples va ser desenvolupat inicialment per Frank Sprague i aplicat i provat per primera vegada en el South Side Elevated Railroad (ara parteix del Chicago 'L') en 1897.
El 1895, basant-se en el sistema del control d'ascensor de corrent continu, creat i produït per la seva companyia, Frank Sprague va inventar un control d'unitats múltiples per operar trens elèctrics. Això va accelerar la construcció de ferrocarrils i trams elèctrics al voltant del món.
Cada cotxe del tren té els seus propis motors de tracció: els relés de control de motor de cada vehicle es troben energizados per mitjà de cables des del primer cotxe, la qual cosa fa que tots els motors del tren responen al unísono.

## Ús en locomotores
El sistema de comandament múltiple de Sprague es va adaptar per usar-se en locomotores dièsel-elèctriques en la dècada de 1920. No obstant això, aquestes primeres connexions de control eren enterament pneumàtiques. Els controls de comandament múltiple moderns utilitzen elements pneumàtics per al control dels frens i elements elèctrics per a control de velocitat, fre dinàmic i llums de falles.
Les locomotores dièsel més modernes es lliuren ara amb equips de comandament múltiple, cosa que permet que un conjunt de locomotores siguin operades des d'una sola cabina. No obstant això, no totes les connexions de comandament múltiple estan estandarditzades entre els fabricants i es limita els tipus de locomotores que poden acoblar-se entre si. A Amèrica del Nord hi ha un alt grau d'estandardització amb el sistema de l'Association of American Railroads. Al Regne Unit s'empren diversos sistemes de comandament múltiple incompatibles entre si, fins i tot algunes classes de locomotores no es pot acoblar per treballar juntes, però les més modernes dels ferrocarrils britànics usen el sistema estàndard de l'AAR.
Els sistemes moderns d'MM s'identifiquen fàcilment a causa dels llargs cables de connexió a la dreta i esquerra de l'acoblador. Una connexió típica consisteix en diverses mànegues d'aire per controlar el sistema de frens d'aire i un cable elèctric per al control dels equips de tracció. La mànega més llarga, localitzada al costat de l'enganxall, és la línia de fre d'aire principal o "línia de tren". Mànegues addicionals enllacen el compressor d'aire de les locomotores amb el control de fre de les màquines independentment de la resta del tren. Pot haver-hi mànegues addicionals per aplicar sorra als carrils.
Les locomotores preparades per funcionar en configuració mexicana tenen connexions addicionals per subministrar electricitat del generador de la unitat "mare" als motors de tracció del slug.

## Ús en trens de passatgers
Els cotxes de les modernes unitats múltiples elèctriques i dièsel solen utilitzar un acoblador especialitzat que proveeix les connexions mecàniques, pneumàtiques i elèctriques entre ells. Aquests acobladors permeten que els cotxes siguin connectats i desconnectats automàticament sense intervenció humana en el sòl.
Al voltant del món estan en ús diversos dissenys d'acobladors automàtics, incloent-hi l'acoblador Scharfenberg, diversos del tipus híbrids (com el Tightlock, usat en el RU), l'acoblador Wedgelock, l'acoblador Dellner (similar al Scharfenberg en aparença) i l'acoblador BSI.
La tecnologia del control múltiple també és necessària per a l'operació de trens push-pull o reversibles operant amb una locomotora estàndard en un sol extrem. Els senyals de control són rebuts de la mateixa cabina en forma normal, o de la cabina situada en l'altre extrem, connectada a la locomotora per mitjà de cables al llarg de tots els cotxes intermedis.